# Campionati europei di nuoto in vasca corta 1992
I secondi Campionati europei di nuoto in vasca corta, denominati ufficialmente Campionati Europei sprint, si sono svolti a Espoo (Finlandia) il 21 e il 22 dicembre 1992.
Si è gareggiato in sole 14 gare, quasi tutte sulla sola distanza dei 50 metri, tranne i misti che si sono svolti sulla distanza dei 100 m.

## Medagliere
| Posizione | Paese         | Oro | Argento | Bronzo | Totale |
| --------- | ------------- | --- | ------- | ------ | ------ |
| 1         | Germania      | 4   | 6       | 4      | 14     |
| 2         | Svezia        | 4   | 4       | 0      | 8      |
| 3         | Finlandia     | 3   | 1       | 0      | 4      |
| 4         | Russia        | 1   | 1       | 5      | 7      |
| 5         | Gran Bretagna | 1   | 0       | 1      | 2      |
| 6         | Ucraina       | 1   | 0       | 0      | 1      |
| 7         | Paesi Bassi   | 0   | 2       | 0      | 2      |
| 8         | Polonia       | 0   | 0       | 2      | 2      |
| 9         | Estonia       | 0   | 0       | 1      | 1      |
| 9         | Croazia       | 0   | 0       | 1      | 1      |

## Vasca 25 m

### 50 m stile libero
| Posizione | Atleta      | Paese         | Tempo |
| --------- | ----------- | ------------- | ----- |
|           | Yuri Vlasov | Ucraina       | 22.06 |
|           | Mark Pinger | Germania      | 22.32 |
|           | Mark Foster | Gran Bretagna | 22.38 |

| Posizione | Atleta                | Paese    | Tempo |
| --------- | --------------------- | -------- | ----- |
|           | Franziska van Almsick | Germania | 24.95 |
|           | Simone Osygus         | Germania | 25.42 |
|           | Annette Hadding       | Germania | 25.75 |

### 50 m dorso
| Posizione | Atleta              | Paese     | Tempo |
| --------- | ------------------- | --------- | ----- |
|           | Jani Sievinen       | Finlandia | 25.07 |
|           | Rudi Dollmayer      | Svezia    | 25.53 |
|           | Patrick Hermanspann | Germania  | 25.62 |

| Posizione | Atleta            | Paese    | Tempo |
| --------- | ----------------- | -------- | ----- |
|           | Sandra Völker     | Germania | 28.57 |
|           | Nina Živanevskaja | Russia   | 28.66 |
|           | Anja Eichhorst    | Germania | 28.95 |

### 50 m rana
| Posizione | Atleta         | Paese       | Tempo |
| --------- | -------------- | ----------- | ----- |
|           | Vasilij Ivanov | Russia      | 27.25 |
|           | Ron Dekker     | Paesi Bassi | 27.67 |
|           | Dmitrij Volkov | Russia      | 27.89 |

| Posizione | Atleta          | Paese    | Tempo    |
| --------- | --------------- | -------- | -------- |
|           | Louise Karlsson | Svezia   | 31.19 RE |
|           | Peggy Hartung   | Germania | 31.55    |
|           | Alicja Pęczak   | Polonia  | 31.73    |

### 50 m delfino
| Posizione | Atleta           | Paese         | Tempo |
| --------- | ---------------- | ------------- | ----- |
|           | Mark Foster      | Gran Bretagna | 23.89 |
|           | Dirk Vandenhirtz | Germania      | 24.31 |
|           | Miloš Milošević  | Croazia       | 24.49 |

| Posizione | Atleta          | Paese       | Tempo |
| --------- | --------------- | ----------- | ----- |
|           | Louise Karlsson | Svezia      | 27.28 |
|           | Inge de Bruijn  | Paesi Bassi | 27.57 |
|           | Susanne Müller  | Germania    | 27.80 |

### 100 m misti
| Posizione | Atleta        | Paese     | Tempo |
| --------- | ------------- | --------- | ----- |
|           | Jani Sievinen | Finlandia | 53.78 |
|           | Antti Kasvio  | Finlandia | 54.93 |
|           | Indrek Sei    | Estonia   | 55.85 |

| Posizione | Atleta          | Paese    | Tempo      |
| --------- | --------------- | -------- | ---------- |
|           | Louise Karlsson | Svezia   | 1:01.03 RE |
|           | Daniela Hunger  | Germania | 1:01.95    |
|           | Alicja Pęczak   | Polonia  | 1:02.76    |

### 4 x 50 m stile libero
| Posizione | Atleta                                                  | Paese    | Tempo   |
| --------- | ------------------------------------------------------- | -------- | ------- |
|           | Pär Lindström Göran Titus Joakim Holmqvist Peter Parklo | Svezia   | 1:27.94 |
|           | Mark Pinger Ingolf Rasch Christian Tröger Axel Hickmann | Germania | 1:28.14 |
|           | '                                                       | Russia   | 1:29.99 |

| Posizione | Atleta                                                             | Paese    | Tempo   |
| --------- | ------------------------------------------------------------------ | -------- | ------- |
|           | Simone Osygus Annette Hadding Daniela Hunger Franziska van Almsick | Germania | 1:40.63 |
|           | Ulrika Brämer Linda Olofsson Louise Karlsson Susanne Lööv          | Svezia   | 1:41.65 |
|           | '                                                                  | Russia   | 1:43.73 |

### 4 x 50 m misti
| Posizione | Atleta                                                        | Paese     | Tempo   |
| --------- | ------------------------------------------------------------- | --------- | ------- |
|           | Jani Sievinen Petri Suominen Vesa Hanski Antti Kasvio         | Finlandia | 1:38.10 |
|           | Rudi Dollmayer Peter Haraldsson Jan Karlsson Joakim Holmqvist | Svezia    | 1:38.16 |
|           | '                                                             | Russia    | 1:38.59 |

| Posizione | Atleta                                                             | Paese    | Tempo   |
| --------- | ------------------------------------------------------------------ | -------- | ------- |
|           | Sandra Völker Peggy Hartung Betina Ustrowski Franziska van Almsick | Germania | 1:52.44 |
|           | Therese Lundin Ulrika Jardfeldt Louise Karlsson Linda Olofsson     | Svezia   | 1:52.60 |
|           | '                                                                  | Russia   | 1:55.97 |